# Condado de Doña Ana
El condado de Doña Ana se localiza en el estado de Nuevo México. En el censo del año 2000 registró una población de 174,682 habitantes. La cabecera se encuentra localizada en la ciudad de Las Cruces, que es la segunda ciudad más importante del estado.
El condado lleva el nombre de Ana Robledo, quien falleció allí en 1680 mientras huía de la revuelta de los indios Pueblo.

## Características generales

### Geografía
De acuerdo con la Oficina del Censo de los Estados Unidos, el condado de Doña Ana tiene una superficie total de 9,880 km², de los cuales 9,861 km², son de tierras y sólo 19 km², que representan un 0.2 % corresponden a aguas.

### Condados adyacentes
- Luna - Oeste
- Sierra - Norte
- Otero - Este
- El Paso, Texas. - Sureste
- Juárez, Chihuahua. - Sur

### Demografía
El condado de Doña Ana registró una población de 174,682 habitantes, durante el evento censal de 2000; los cuales residían en 59,556 viviendas y conformaban 42,939 familias. El 63.35 % de la población era de origen hispano.

### Áreas metropolitanas
- Área metropolitana de Las Cruces

### Ciudades y pueblos
- Anthony
- Chaparral
- Doña Ana
- Hatch
- Las Cruces
- Mesilla
- Mesquite
- Radium Springs
- Rincón
- Salem
- Santa Teresa
- Sunland Park
- University Park
- Vado
- White Sands